# Філіппе Коутінью
Філі́ппе Коуті́нью Корре́я (порт. Philippe Coutinho Correia, МФА: [fiˈlipi kowˈtʃĩj̃u], нар. 12 червня 1992, Ріо-де-Жанейро) — бразильський футболіст, атакувальний півзахисник бразильського «Васко да Гами». Відомий виступами у складі збірної Бразилії.

## Клубна кар'єра
Вихованець футбольної школи клубу «Васко да Гама». Дорослу футбольну кар'єру розпочав 2009 року в основній команді того ж клубу, в якій провів один сезон, взявши участь у 40 матчах чемпіонату. Більшість часу, проведеного у складі «Васко да Гама», був основним гравцем команди.
Своєю грою за цю команду привернув увагу представників тренерського штабу клубу «Інтернаціонале», до складу якого приєднався в липні 2010 року. Проте пробитися в основний склад бразильцю не вдалося, тому він не часто виходив у складі основної команди.

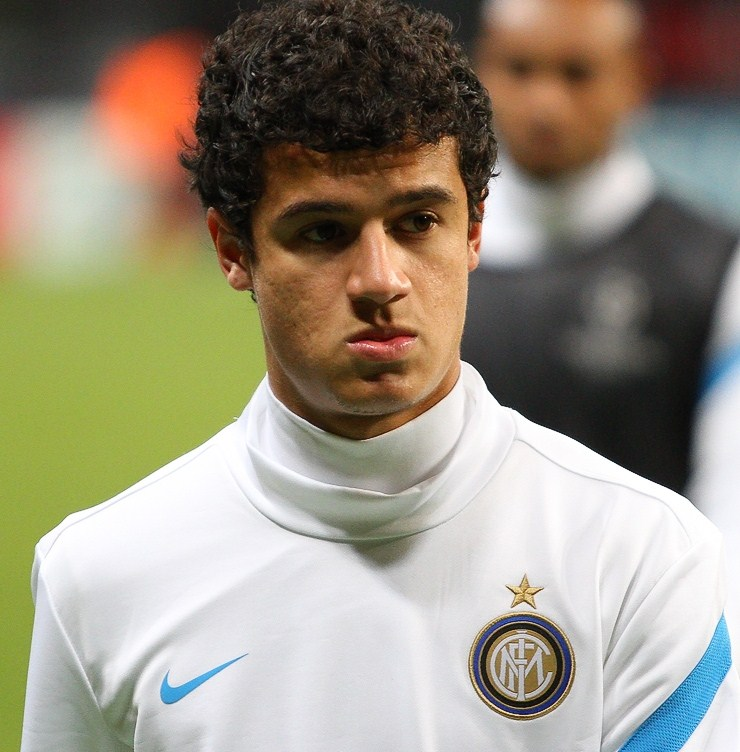
Філіппе Коутінью під час виступів за «Інтернаціонале». 21 жовтня 2011

На початку 2012 року перейшов до «Еспаньйолу» на правах оренди до кінця сезону, після завершення якого повернувся в «Інтернаціонале».
30 січня 2013 року англійський «Ліверпуль» підписав довгостроковий контракт з Коутінью. За інформацією англійської преси, сума угоди склала близько 10 мільйонів фунтів. Коутіньо був визнаний найкращим гравцем «Ліверпуля» в сезоні 2014/2015, а також увійшов у символічну збірну того ж року.

### «Барселона»
У серпні 2017 року іспанська «Барселона» вела переговори з «Ліверпулем» про придбання Коутінью, який запросив трансфер. Директор «Барселони» Альберт Солер стверджував, що англійці відкинули три пропозиції і запросили за гравця 200 млн євро (183 млн фунтів стерлінгів), на що керівництво каталонського клубу не погодилося. 6 січня 2018 року Коутінью все-таки перейшов до «Барселони» за 106 млн фунтів стерлінгів. Передбачалося , що ця сума могла зрости до 142 млн за рахунок бонусів. Контракт гравця розрахований на п'ять з половиною років, сума відступних за нього склала 400 млн євро.
Протягом другої частини сезону 2017/18 був здебільшого основним гравцем нової команди, допоміг команді зробити «золотий дубль», вигравши чемпіонат і Кубок Іспанії. Наступного сезону «Барселона» з бразильцем у складі захистила чемпіонський титул.
19 серпня 2019 року було оголошено про перехід Коутінью на умовах річної оренди до лав мюнхенської «Баварії», яка за неофіційною інформацією мала право викупу гравця по завершенні оренди за 120 мільйонів євро. Проте після року, проведеного у Німеччині, протягом якого зокрема став переможцем Ліги чемпіонів, він повернувся до каталонського клубу.
7 січня 2022-го «Барселона» вчергове відправила Філіппе Коутінью в оренду, на цей раз до «Астон Вілли».

## Виступи за збірні
У квітні 2009 року дебютував у складі юнацької збірної Бразилії, разом з якою був учасником чемпіонату Південної Америки до 17 років. По ходу турніру зіграв 5 матчів, в яких забив 3 м'ячі. Всього взяв участь у 8 іграх на юнацькому рівні, відзначившись 3 забитими голами.
З 2011 року залучався до складу молодіжної збірної Бразилії, в складі якої став молодіжним чемпіоном світу. У другій зустрічі зі збірною Австрії відзначився, точно пробивши з пенальті. У наступному поєдинку оформив дубль у ворота Панами. У фіналі турніру бразильці переграли однолітків з Португалії. На рахунку Філіпа 3 голи.
7 жовтня 2010 року дебютував в офіційних матчах у складі національної збірної Бразилії, вийшовши на поле в основному складі на товариський матч проти збірної Ірану, матч завершився з рахунком 3:0 на користь Бразилії. На момент цього поєдинку Філіппе було всього лише 18 років.
У складі збірної був учасником розіграшу Кубка Америки 2015 року у Чилі, на якому зіграв у трьох матчах, а його збірна вилетіла у чвертьфіналі.
Наступного року взяв участь у «Столітньому» Кубку Америки у США, де виходив на поле у стартовому складі в усіх трьох матчах групового етапу і зробив свій внесок у розгром аутсайдера групи, збірної Гаїті, з рахунком 7:1, зробивши хет-трик. Проте поразка і нічия у решті матчів групи не дозволили бразильцям вийти у плей-оф.
У травні 2018 року був включений до заявки збірної Бразилії для участі у тогорічному чемпіонаті світу, де взяв участь в усіх п'яти іграх своєї збірної на турнірі, який вона залишила на стадії чвертьфіналів.
Наступного року також був основним гравцем бразильської команди на Кубку Америки 2019, на якому вона здобула свій дев'ятий титул найсильнішої збірної континенту.

## Статистика виступів

### Статистика клубних виступів
Станом на 28 вересня 2020 року
| Сезон                      | Команда                    | Чемпіонат                  | Чемпіонат | Чемпіонат | Національний кубок | Національний кубок | Національний кубок | Континентальні кубки | Континентальні кубки | Континентальні кубки | Інші змагання | Інші змагання | Інші змагання | Усього | Усього |
| Сезон                      | Команда                    | Ліга                       | Ігор      | Голів     | Ліга               | Ігор               | Голів              | Ліга                 | Ігор                 | Голів                | Ліга          | Ігор          | Голів         | Ігор   | Голів  |
| -------------------------- | -------------------------- | -------------------------- | --------- | --------- | ------------------ | ------------------ | ------------------ | -------------------- | -------------------- | -------------------- | ------------- | ------------- | ------------- | ------ | ------ |
| 2009                       | «Васко да Гама»            | СB                         | 12        | 0         | —                  | —                  | —                  | —                    | —                    | —                    | —             | —             | —             | 12     | 0      |
| 2010                       | «Васко да Гама»            | ЛК+СA                      | 17+7      | 3+1       | КБ                 | 4                  | 1                  | —                    | —                    | —                    | —             | —             | —             | 28     | 5      |
| Усього за «Васко да Гама»  | Усього за «Васко да Гама»  | Усього за «Васко да Гама»  | 17+19     | 3+1       |                    | 4                  | 1                  |                      |                      |                      |               |               |               | 40     | 5      |
| 2010—2011                  | «Інтернаціонале»           | A                          | 14        | 1         | КІ                 | 0                  | 0                  | ЛЧ                   | 6                    | 0                    | СІ+СУ+КЧС     | 0+1+0         | 0             | 21     | 1      |
| 2011—2012                  | «Інтернаціонале»           | A                          | 5         | 1         | КІ                 | 0                  | 0                  | ЛЧ                   | 3                    | 0                    | СІ            | 0             | 0             | 8      | 1      |
| 2011—2012                  | «Еспаньйол»                | ПД                         | 16        | 5         | КІ                 | 0                  | 0                  | —                    | —                    | —                    | —             | —             | —             | 16     | 5      |
| 2012—2013                  | «Інтернаціонале»           | A                          | 10        | 1         | КІ                 | 0                  | 0                  | ЛЄ                   | 9                    | 2                    | -             | -             | -             | 19     | 3      |
| Усього за «Інтернаціонале» | Усього за «Інтернаціонале» | Усього за «Інтернаціонале» | 28        | 3         |                    | 0                  | 0                  |                      | 18                   | 2                    |               | 1             | 0             | 47     | 5      |
| 2012—2013                  | «Ліверпуль»                | ПЛ                         | 13        | 3         | КА+КЛ              | 0+0                | 0                  | ЛЄ                   | -                    | -                    | -             | -             | -             | 13     | 3      |
| 2013—2014                  | «Ліверпуль»                | ПЛ                         | 33        | 5         | КА+КЛ              | 3+1                | 0                  | -                    | -                    | -                    | -             | -             | -             | 37     | 5      |
| 2014—2015                  | «Ліверпуль»                | ПЛ                         | 35        | 5         | КА+КЛ              | 7+4                | 3+0                | ЛЧ+ЛЄ                | 5+1                  | 0                    | -             | -             | -             | 52     | 8      |
| 2015–16                    | «Ліверпуль»                | ПЛ                         | 26        | 8         | КА+КЛ              | 1+3                | 1+1                | ЛЄ                   | 13                   | 2                    | -             | -             | -             | 43     | 12     |
| 2016–17                    | «Ліверпуль»                | ПЛ                         | 31        | 13        | КА+КЛ              | 2+3                | 0+1                | -                    | -                    | -                    | -             | -             | -             | 36     | 14     |
| 2017-січ. 2018             | «Ліверпуль»                | ПЛ                         | 14        | 7         | КА+КЛ              | 0+1                | 0                  | ЛЧ                   | 5                    | 5                    | -             | -             | -             | 20     | 12     |
| Усього за «Ліверпуль»      | Усього за «Ліверпуль»      | Усього за «Ліверпуль»      | 152       | 41        |                    | 25                 | 6                  |                      | 24                   | 7                    |               | -             | -             | 201    | 54     |
| січ.-черв. 2018            | «Барселона»                | ПД                         | 18        | 8         | КІ                 | 4                  | 2                  | ЛЧ                   | -                    | -                    | -             | -             | -             | 22     | 10     |
| 2018–19                    | «Барселона»                | ПД                         | 34        | 5         | КІ                 | 7                  | 3                  | ЛЧ                   | 12                   | 3                    | СІ            | 1             | 0             | 54     | 11     |
| 2019–20                    | «Баварія»                  | БЛ                         | 23        | 8         | КН                 | 4                  | 0                  | ЛЧ                   | 11                   | 3                    | СН            | -             | -             | 38     | 11     |
| 2020–21                    | «Барселона»                | ПД                         | 12        | 2         | КІ                 | 0                  | 0                  | ЛЧ                   | 2                    | 1                    | СІ            | 0             | 0             | 14     | 3      |
| 2021–22                    | «Барселона»                | ПД                         | 12        | 2         | КІ                 | 0                  | 0                  | ЛЧ                   | 4                    | 0                    | СІ            | 0             | 0             | 16     | 2      |
| Усього за «Барселону»      | Усього за «Барселону»      | Усього за «Барселону»      | 76        | 17        |                    | 11                 | 5                  |                      | 18                   | 4                    |               | 1             | 0             | 106    | 26     |
| Усього за кар'єру          | Усього за кар'єру          | Усього за кар'єру          | 331       | 78        |                    | 47                 | 12                 |                      | 71                   | 16                   |               | 2             | 0             | 451    | 106    |

### Статистика виступів за збірну
Станом на 28 вересня 2020 року
| Дата       | Місто                       | Господарі         | Результат          | Гості          | Турнір                            | Голи | Примітки  |
| ---------- | --------------------------- | ----------------- | ------------------ | -------------- | --------------------------------- | ---- | --------- |
| 07/10/2010 | Абу-Дабі                    | Бразилія          | 3 – 0              | Іран           | товариський матч                  | -    |           |
| 05-09-2014 | Маямі-Ґарденс               | Бразилія          | 1 – 0              | Колумбія       | товариський матч                  | -    | 72'       |
| 09-09-2014 | Іст-Резерфорд               | Бразилія          | 1 – 0              | Еквадор        | товариський матч                  | -    | 67'       |
| 14-10-2014 | Сінгапур                    | Японія            | 0 – 4              | Бразилія       | товариський матч                  | -    | 46'       |
| 12-11-2014 | Стамбул                     | Туреччина         | 0 – 4              | Бразилія       | товариський матч                  | -    | 73'       |
| 29-03-2015 | Лондон                      | Бразилія          | 1 – 0              | Чилі           | товариський матч                  | -    | 60'       |
| 07-06-2015 | Сан-Паулу                   | Бразилія          | 2 – 0              | Мексика        | товариський матч                  | 1    | 70'       |
| 10-06-2015 | Порту-Алегрі                | Бразилія          | 1 – 0              | Гондурас       | товариський матч                  | -    | 46'       |
| 17-06-2015 | Сантьяго                    | Бразилія          | 0 – 1              | Колумбія       | Копа Америка 2015 - груповий етап | -    | 46'       |
| 21-06-2015 | Сантьяго                    | Бразилія          | 2 – 1              | Венесуела      | Копа Америка 2015 - груповий етап | -    | 67'       |
| 27-06-2015 | Консепсьйон                 | Бразилія          | 1 – 1 (3 – 4 п.п.) | Парагвай       | Копа Америка 2015 - чвертьфінал   | -    | 76'       |
| 05-09-2015 | Гаррісон                    | Бразилія          | 1 – 0              | Коста-Рика     | товариський матч                  | -    | 67'       |
| 25-3-2016  | Ресіфі                      | Бразилія          | 2 – 2              | Уругвай        | Відбір до ЧС 2018                 | -    | 66'       |
| 30-5-2016  | Коммерс-Сіті                | Панама            | 0 – 2              | Бразилія       | Копа Америка 2016                 | -    | 80'       |
| 5-6-2016   | Пасадена                    | Еквадор           | 0 – 0              | Бразилія       | Копа Америка 2016 - 1-й етап      | -    |           |
| 8-6-2016   | Орландо                     | Бразилія          | 7 – 1              | Гаїті          | Копа Америка 2016 - 1-й етап      | 3    |           |
| 13-6-2016  | Фоксборо (Массачусетс)      | Бразилія          | 0 – 1              | Перу           | Копа Америка 2016 - 1-й етап      | -    |           |
| 1-9-2016   | Кіто                        | Еквадор           | 0 – 3              | Бразилія       | Відбір до ЧС 2018                 | -    | 61'       |
| 6-9-2016   | Манаус                      | Бразилія          | 2 – 1              | Колумбія       | Відбір до ЧС 2018                 | -    | 65'       |
| 6-10-2016  | Натал (Ріу-Гранді-ду-Норті) | Бразилія          | 5 – 0              | Болівія        | Відбір до ЧС 2018                 | 1    |           |
| 11-10-2016 | Мерида                      | Венесуела         | 0 – 2              | Бразилія       | Відбір до ЧС 2018                 | -    | 83'       |
| 11-11-2016 | Белу-Оризонті               | Бразилія          | 3 – 0              | Аргентина      | Відбір до ЧС 2018                 | 1    | 84'       |
| 16-11-2016 | Ліма                        | Перу              | 0 – 2              | Бразилія       | Відбір до ЧС 2018                 | -    | 86'       |
| 24-3-2017  | Монтевідео                  | Уругвай           | 1 – 4              | Бразилія       | Відбір до ЧС 2018                 | -    | 86'       |
| 28-3-2017  | Сан-Паулу                   | Бразилія          | 3 – 0              | Парагвай       | Відбір до ЧС 2018                 | 1    | 87'       |
| 9-6-2017   | Мельбурн                    | Бразилія          | 0 – 1              | Аргентина      | товариський матч                  | -    |           |
| 13-6-2017  | Мельбурн                    | Австралія         | 0 – 4              | Бразилія       | товариський матч                  | -    | кап. 71'  |
| 1-9-2017   | Порту-Алегрі                | Бразилія          | 2 – 0              | Еквадор        | Відбір до ЧС 2018                 | 1    | 58'       |
| 5-9-2017   | Барранкілья                 | Колумбія          | 1 – 1              | Бразилія       | Відбір до ЧС 2018                 | -    | 75'       |
| 5-10-2017  | Ла-Пас                      | Болівія           | 0 – 0              | Бразилія       | Відбір до ЧС 2018                 | -    | 66'       |
| 10-10-2017 | Сан-Паулу                   | Бразилія          | 3 – 0              | Чилі           | Відбір до ЧС 2018                 | -    | 40' - 87' |
| 14-11-2017 | Лондон                      | Англія            | 0 – 0              | Бразилія       | товариський матч                  | -    | 68'       |
| 23-3-2018  | Москва                      | Росія             | 0 – 3              | Бразилія       | товариський матч                  | 1    | 79'       |
| 27-3-2018  | Берлін                      | Німеччина         | 0 – 1              | Бразилія       | товариський матч                  | -    | 73'       |
| 3-6-2018   | Ліверпуль                   | Бразилія          | 2 – 0              | Хорватія       | товариський матч                  | -    | 81'       |
| 10-6-2018  | Відень                      | Австрія           | 0 – 3              | Бразилія       | товариський матч                  | 1    | 76'       |
| 17-6-2018  | Ростов-на-Дону              | Бразилія          | 1 – 1              | Швейцарія      | ЧС 2018 - 1-й етап                | 1    |           |
| 22-6-2018  | Санкт-Петербург             | Бразилія          | 2 – 0              | Коста-Рика     | ЧС 2018 - 1-й етап                | 1    | 81'       |
| 27-6-2018  | Москва                      | Сербія            | 0 – 2              | Бразилія       | ЧС 2018 - 1-й етап                | -    | 80'       |
| 2-7-2018   | Самара                      | Бразилія          | 2 – 0              | Мексика        | ЧС 2018 - 1/8 фіналу              | -    | 86'       |
| 6-7-2018   | Казань                      | Бразилія          | 1 – 2              | Бельгія        | ЧС 2018 - чвертьфінал             | -    |           |
| 7-9-2018   | Іст-Ратерфорд               | США               | 0 – 2              | Бразилія       | товариський матч                  | -    | 71'       |
| 12-9-2018  | Лендовер                    | Бразилія          | 5 – 0              | Сальвадор      | товариський матч                  | 1    | 54'       |
| 12-10-2018 | Ер-Ріяд                     | Саудівська Аравія | 0 – 2              | Бразилія       | товариський матч                  | -    | 72'       |
| 16-10-2018 | Джидда                      | Бразилія          | 1 – 0              | Аргентина      | товариський матч                  | -    |           |
| 23-3-2019  | Порту                       | Бразилія          | 1 – 1              | Панама         | товариський матч                  | -    |           |
| 26-3-2019  | Прага                       | Чехія             | 1 – 3              | Бразилія       | товариський матч                  | -    | 72'       |
| 6-6-2019   | Бразиліа                    | Бразилія          | 2 – 0              | Катар          | товариський матч                  | -    | 68'       |
| 9-6-2019   | Порту-Алегрі                | Бразилія          | 7 – 0              | Гондурас       | товариський матч                  | 1    | 66'       |
| 14-6-2019  | Сан-Паулу                   | Бразилія          | 3 – 0              | Болівія        | Копа Америка 2019 - 1-й етап      | 2    | 66'       |
| 18-6-2019  | Салвадор                    | Бразилія          | 0 – 0              | Венесуела      | Копа Америка 2019 - 1-й етап      | -    |           |
| 22-6-2019  | Сан-Паулу                   | Перу              | 0 – 5              | Бразилія       | Копа Америка 2019 - 1-й етап      | -    | 77'       |
| 27-6-2019  | Порту-Алегрі                | Бразилія          | 0 – 0 (4 – 3 п.п.) | Парагвай       | Копа Америка 2019 - чвертьфінал   | -    |           |
| 2-7-2019   | Белу-Оризонті               | Бразилія          | 2 – 0              | Аргентина      | Копа Америка 2019 - півфінал      | -    |           |
| 7-7-2019   | Ріо-де-Жанейро              | Бразилія          | 3 – 1              | Перу           | Копа Америка 2019 - Фінал         | -    | 77'       |
| 7-9-2019   | Маямі-Ґарденс               | Бразилія          | 2 – 2              | Колумбія       | товариський матч                  | -    | 80'       |
| 10-9-2019  | Лос-Анджелес                | Бразилія          | 0 – 1              | Перу           | товариський матч                  | -    | 84'       |
| 10-10-2019 | Сінгапур                    | Бразилія          | 1 – 1              | Сенегал        | товариський матч                  | -    | 72'       |
| 13-10-2019 | Сінгапур                    | Бразилія          | 1 – 1              | Нігерія        | товариський матч                  | -    | 12'       |
| 15-11-2019 | Ер-Ріяд                     | Бразилія          | 0 – 1              | Аргентина      | товариський матч                  | -    | 46'       |
| 19-11-2019 | Абу-Дабі                    | Бразилія          | 3 – 0              | Південна Корея | товариський матч                  | 1    |           |
| Усього     |                             | Матчів            | 62                 |                | Голів                             | 17   |           |

## Досягнення
- Володар кубка Італії:

«Інтернаціонале»: 2010-11
- Володар Суперкубка Італії з футболу:

«Інтернаціонале»: 2010
- Клубний чемпіон світу:

«Інтернаціонале»: 2010
- Володар Кубка Іспанії (2):

«Барселона»: 2017-18, 2020-21
- Чемпіон Іспанії (2):

«Барселона»: 2017-18, 2018-19
- Володар Суперкубка Іспанії (1):

«Барселона»: 2018
- Чемпіон Німеччини (1):

«Баварія»: 2019-20
- Володар Кубка Німеччини (1):

«Баварія»: 2019-20
- Переможець Ліги чемпіонів УЄФА (1):

«Баварія»: 2019-20
- Переможець молодіжного ЧС:

Бразилія U-20: 2011
- Чемпіон Південної Америки (U-15): 2007
- Чемпіон Південної Америки (U-17): 2009
- Переможець Суперкласіко де лас Амерікас: 2014, 2018
- Переможець Кубка Америки: 2019